# Цілинне (Тива)
Цілинне (тув. Целинное) — село у Кизилському кожууні Республіки Тива (Росія). Відстань до районного центру Каа-Хем 44 км, до центру республіки міста Кизила 50 км, до Москви 4004 км.

## Населення
| Рік       | 2011 | 2012 | 2013 | 2014 | 2015 |
| --------- | ---- | ---- | ---- | ---- | ---- |
| Населення | 1284 | 1256 | 1216 | 1179 | 1183 |